# Alfred Kolleritsch
Alfred Kolleritsch (* 16. února 1931, Brunnsee, Rakousko – 29. května 2020, Štýrský Hradec) byl rakouský spisovatel a básník.

## Životopis
Kolleritsch vyrůstal jako syn lesního správce na zámku Brunnsee. Jeho bratr byl muzikolog Otto Kolleritsch. Alfred Kolleritsch studoval na štýrské univerzitě germanistiku, anglistiku, filozofii a také dějiny. Od roku 1958 pracoval jako učitel v Leibnitzu, od roku 1963/64 učil na akademickém gymnáziu v Štýrském Hradci. V roce 1964 promoval na Dr. phil. s prací o Martinovi Heideggerovi.
V roce 1958 byl spoluzakladatelem a v období 1968 až 1995 prezidentem Forum Stadtpark ve Štýrském Hradci. 1960 založil, jako literární platformu Fora, literární časopis Manuskripte, v kterém dostali možnost publikovat převážně experimentální autoři (Oswald Wiener, Ernst Jandl, Wolfgang Bauer a Peter Handke).
V roce 1973 patřil Kolleritsch k zakládajícím členům Grazer Autorenversammlung, protipólu rakouského PEN-klubu.
Ve svých dílech vystupuje proti totalitarismu a fašismu. Během let získal za svou literární činnost řadu ocenění.

## Dílo (výběr)

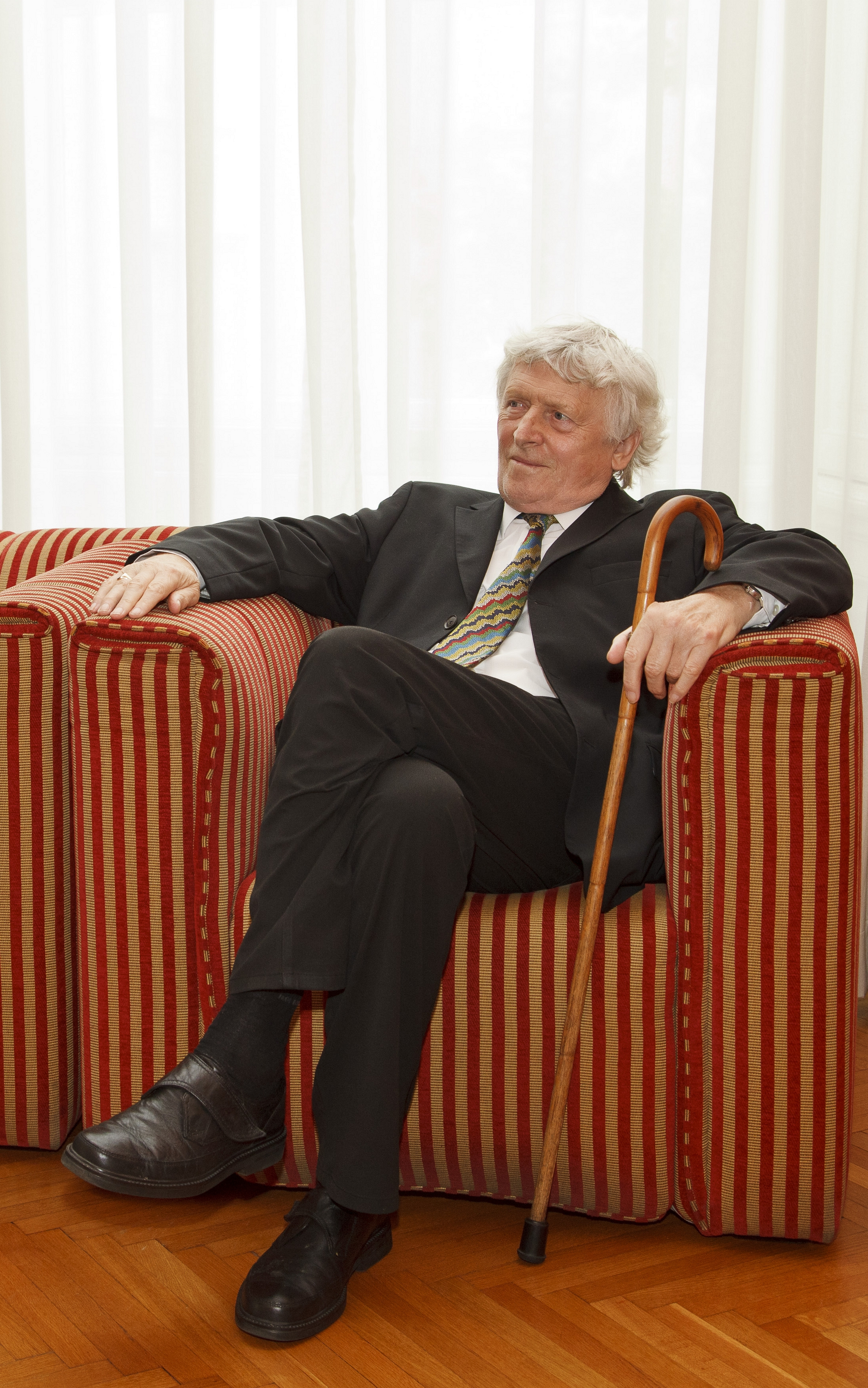
Alfred Kolleritsch 2011

### Romány
- Die Pfirsichtöter (1972)
- Die grüne Seite (1974)
- Allemann (1989)

### Lyrika
- Erinnerter Zorn (1972)
- Einübung in das Vermeidbare (1978)
- Im Vorfeld der Augen (1982)
- Absturz ins Glück (1983)
- Gegenwege (1991)
- Zwei Wege, mehr nicht (1993)
- In den Tälern der Welt (1999)
- Die Summe der Tage (2001)
- Befreiung des Empfindens (2004)

### Ostatní
- Eigentlichkeit und Uneigentlichkeit in der Philosophie Martin Heideggers (dizertace, 1964)
- Von der schwarzen Kappe (povídka, 1974)
- Gespräche im Heilbad. Verstreute, Gesammeltes (esej, 1985)
- Hemler der Vogel - kniha pro děti (1992)
- Die letzte Österreicher - kritika (1995)
- Die geretteten Köche - divadelní kus (1997)
- Marginalien und Widersprüche - Texte zu Literatur, Kultur und Politik (2001)
- Peter Handke / Alfred Kolleritsch, Schönheit ist die erste Bürgerpflicht. Briefwechsel (2008)